# チャールズ・スペンサー (第6代スペンサー伯爵)
第6代スペンサー伯爵チャールズ・ロバート・スペンサー（英: Charles Robert Spencer, 6th Earl Spencer, KG, GCVO, PC, VRD、1857年10月30日 - 1922年9月26日）はイギリスの政治家、貴族。
1905年に初代オールトラップ子爵（Viscount Althorp）に叙され、1910年に兄よりスペンサー伯爵位を継承した。
ダイアナ元皇太子妃の曾祖父。ウィリアム王子、ヘンリー王子の高祖父。

## 経歴
1857年に第4代スペンサー伯爵フレデリック・スペンサーの次男としてロンドンで誕生。母は後妻であるホレス・シーモアの娘アデレイド。第5代スペンサー伯爵ジョンは異母兄にあたる。
ハーロー校を経てケンブリッジ大学トリニティ・カレッジで学ぶ。
1880年から1885年まで北ノーザンプトンシャー選挙区から自由党候補として出馬して当選し、庶民院議員となる。ついで1885年から1895年までと1900年から1905年まで中央ノーザンプトンシャー選挙区選出の庶民院議員を務める。
1892年に志願予備軍勲章を受勲し、枢密顧問官（PC）に列する。
1892年から1895年の自由党政権下で副宮内長官を務め、また自由党が政権奪還した1905年から1912年まで宮内長官を務めた。この地位に就任するために同年新たに連合王国貴族の爵位としてのオールトラップ子爵に叙せられ、貴族院議員に列する。1908年にノーザンプトンシャー総督に就任。
1910年8月13日に兄の死によりスペンサー伯爵位を継承する。1911年にロイヤル・ヴィクトリア勲章ナイト・グランド・クロス（GCVO）、1913年にガーター勲章（KG）を受勲した。他にデンマーク王国のダンネブロ勲章、プロイセン王国の赤鷲勲章、ロシア帝国の白鷲勲章、ポルトガル王国のキリスト勲章なども受勲した。
1922年9月26日に死去した。爵位と家督は長男アルバートが継承した。

## 栄典

### 爵位
- 1905年12月19日、初代オールトラップ子爵（連合王国貴族爵位）[3]
- 1910年8月13日、第6代スペンサー伯爵（1765年創設グレートブリテン貴族爵位）[3]
- 1910年8月13日、第6代スペンサー子爵（1761年創設グレートブリテン貴族爵位）[3]
- 1910年8月13日、第6代オールトラップ子爵（1765年創設グレートブリテン貴族爵位）[3]
- 1910年8月13日、第6代スペンサー男爵（1761年創設グレートブリテン貴族爵位）[3]

### 勲章
- 1911年、ロイヤル・ヴィクトリア勲章ナイト・グランド・クロス（GCVO）[3]
- 1913年、ガーター勲章士（KG）[3]

### 名誉職その他
- 1908年、ノーサンプトンシャー州総督（英語版）[3]

## 家族
1887年7月23日に初代レヴェルストーク男爵エドワード・ベアリングの娘マーガレットと結婚し、彼女との間に以下の6子を儲ける。
- 第1子（長女）アデレイド・マーガレット・デリア嬢（Lady Adelaide Margaret Delia）（1889年-1981年） ：シドニー・ピール（英語版）と結婚。
- 第2子（長男）第7代スペンサー伯爵アルバート・エドワード・ジョン（1892年-1975年）
- 第3子（次男）少佐・閣下セシル・エドワード・ロバート（Lt.-Cdr. Hon. Cecil Edward Robert）（1894年-1928年）
- 第4子（次女）ラヴィニア・エミリー嬢（Lady Lavinia Emily）（1899年-1955年） ：第4代アナリー男爵と結婚。
- 第5子（三男）大尉・閣下ジョージ・チャールズ（Captain Hon. George Charles）（1903年-1982年）
- 第6子（三女）アレクサンドラ・マーガレット・エリザベス嬢（Lady Alexandra Margaret Elizabeth）（1906年-1996年） ：ヘンリー・ダグラス＝ホーム（Hon. Henry Douglas-Home）と結婚。